# Le Charme
Le Charme ist eine französische Gemeinde mit 149 Einwohnern (Stand: 1. Januar 2022) im Département Loiret in der Region Centre-Val de Loire. Sie ist Teil des Kantons Lorris im Arrondissement Montargis. Die Einwohner werden Charmois genannt.

## Geographie
Le Charme liegt etwa 80 Kilometer ostsüdöstlich von Orléans am Aveyron. Umgeben wird Le Charme von den Nachbargemeinden Saint-Maurice-sur-Aveyron im Norden und Nordwesten, Charny Orée de Puisaye im Nordosten, Champignelles im Osten, Champcevrais im Süden sowie Aillant-sur-Milleron im Westen.

## Bevölkerungsentwicklung
| 1962                       | 1968 | 1975 | 1982 | 1990 | 1999 | 2006 | 2018 |
| -------------------------- | ---- | ---- | ---- | ---- | ---- | ---- | ---- |
| 193                        | 161  | 159  | 154  | 141  | 109  | 139  | 153  |
| Quellen: Cassini und INSEE |      |      |      |      |      |      |      |

## Sehenswürdigkeiten
- Kirche Saint-Eustache